# 왕슈주
왕슈주(중국어: 王秀竹, 병음: Wáng Xiùzhú, 한자음: 왕수죽, 1993년 6월 10일 ~ )는 중국의 배우이다.

## 출연작

### 드라마
- 2014년 후난위성텔레비전 금응독파극장 《편편희환니》 - 쉬에샤오치 역
- 2015년 저장 위성 텔레비전 중국람극장 《화화》 - 닝쉬에 역
- 2017년 저장 위성 텔레비전 중국람극장 《삼생삼세 십리도화》 - 무청 역
- 2018년 아이치이 웹드라마 《현문대사》 - 동황비비 역
- 2018년 텐센트 웹드라마 《래자해양적니》 - 구옌 역
- 2018년 후난위성텔레비전 청춘진행중 《상아문일양년경》 - 리우쉬안진 역
- 2019년 베이징 텔레비전 품질극장 《청춘투》 - 위휘 역
- 2019년 베이징 텔레비전 품질극장 《정영율사》 - 우메이웨이 역
- 2022년 유쿠 웹드라마 《불회연애적아문》 - 엔젤 역
- 2020년 중국중앙텔레비전 황금강당극장 《녹정기》 - 효혜장황후 역
- 2021년 동방 위성 텔레비전 동방극장 《정청춘》 - 동신란 역
- 2022년 동방 위성 텔레비전 동방극장 《청규아총감》 - 허사념 역
- 2022년 유쿠 웹드라마 《빙우화: 마약 전쟁》 - 경저 역
- 2022년 후난위성텔레비전 금응독파극장 《저선》 - 쑹위페이 역
- 2023년 텐센트 웹드라마 《투파창궁 : 돌아온 소년》 - 사채린 역